# Otto Kahler

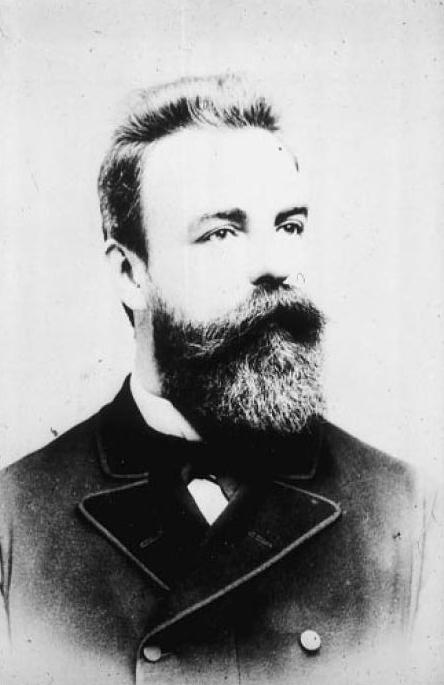
Otto Kahler.

Otto Kahler, född 8 januari 1849 i Prag, död 24 januari 1893 i Wien, österrikisk läkare.
Han studerade medicin i Prag och tog sin examen här 1871. Efter en studieresa till Paris blev han dozent i invärtesmedicin vid tyska universitetet i Prag, 1882 utsågs han här till ausserordentlicher professor och fyra år senare till ordinarie professor. 
1889 flyttade han till Wien där han efterträdde Heinrich von Bamberger som professor i patologi. Året därpå avgick han dock från sin post då han ådragit sig cancer i tungan. 
Kahler har givit namn åt Kahlers sjukdom, Kahlers reagent och Kahler-Picks lag (tillsammans med Arnold Pick).